# ۲۴۸ (پیش از میلاد)
۲۴۸ (پیش از میلاد) ۲۴۸مین سال قبل از تقویم میلادی است.